# Геопортал Роскосмоса
Геопортал Роскосмоса — бесплатный картографический сервис Роскосмоса, предоставляющий спутниковые снимки и карты Земли.
Спутниковые снимки предоставлены Роскосмосом и NASA, картографические данные — OpenStreetMap и Росреестром, средства поиска — GeoNames и OpenStreetMap Nominatim. Основными источниками данных являются российские спутники «Ресурс-ДК1», «Монитор-Э» и «Метеор-М1». Также на сервисе можно ознакомиться с подборками данных зарубежных аппаратов ДЗЗ: Alos, Ikonos, Geoeye, Formosat, SPOT, Quickbird, Rapideye, Terra, Worldview. На 2011 год был запланирован запуск информации со спутников «Канопус-В» и «Ресурс-П».
До создания Геопортала российские спутниковые данные хранились в различных архивах и отсутствовала полная каталогизация, что существенно замедляло выполнение заявок от заказчиков космической съёмки. Геопортал был создан, чтобы решить эту проблему. В единый каталог геопортала передаются каталоги Роскосмоса и каталоги одного из крупнейших российских поставщиков снимков зарубежных космических аппаратов компании «Совзонд».

## О сайте
Сайт открылся 21 декабря 2010 года. В первые дни сайт испытывал технические трудности, что вызвало критику.
Геопортал работает на базе Научного центра оперативного мониторинга Земли (НЦ ОМЗ) Федерального космического агентства, на чьём домене и расположен. Геопортал Роскосмоса был создан ОАО «Российские космические системы» совместно с НИИ точных приборов. Стоимость создания геопортала Роскосмоса составляет более 10 миллионов рублей. Геопортал создан в основном на бюджетные средства, а предоставляемая им информация будет бесплатной для государственных структур.
При открытии портала заявлялось, что он будет лучше Google Maps по частоте обновления снимков. «Информация на геопортале будет обновляться ежедневно, а в Google информация иногда годами не обновляется», — сказал журналистам гендиректор и генконструктор ОАО «Российские космические системы» Юрий Урличич.
Частным лицам и коммерческим структурам бесплатно доступны данные только в низком разрешении. Если требуется информация в высоком качестве или с дополнительной обработкой, то такие данные предоставляются за плату.
Начальник управления Роскосмоса Михаил Новиков отметил, что на сайте нельзя будет увидеть закрытые зоны и стратегические объекты: «Все режимные вопросы урегулированы нашим законодательством. Вы ничего лишнего там не увидите».

## Оценки
Это — очень удачная разработка. Она соответствует лучшему мировому опыту. Мы использовали международные стандарты ISO15000, чтобы любые потребители без каких-либо препятствий, и российские, и зарубежные, могли пользоваться порталом.— Ю. Урличич

Веб-приложение почти по всем показателям уступает аналогу, сделанному NASA, отдает бесплатно лишь данные в низком разрешении и не работает: не продержавшись и суток, сайт упал.

Вполне возможно, что быстрый запуск и последующая приостановка сервиса являются следствием спешки, связанной с необходимостью имитировать полезную деятельность Роскосмоса и его главы Анатолия Перминова после падения спутников ГЛОНАСС, произошедшего в начале месяца.— Вебпланета

В США уже достаточно давно существует аналогичный проект NASA World Wind. Этот проект предоставляет всем желающим бесплатное SDK и дает равные возможности всем пользователям совершенно бесплатно. Российский же проект дает доступ к некоторым данным только за деньги, при этом выгодоприобретателем является не государство, а ОАО «Российские Космические Системы». Дискриминационный доступ к данным, полученным государством за счет налогоплательщиков — это в корне неправильно. Частое обновление данных, которое составляет основную гордость проекта — не вполне необходимая вещь. Google Maps обновляет данные редко, но это не мешает ему быть популярным и востребованным проектов как у сторонних разработчиков, так и у конечных пользователей. Актуальность спутниковых фотографий — не самое важное для пользователей геосервиса.— эксперт по деятельности государства в сети Иван Бегтин

Стремление Роскосмоса и других организаций осваивать новые способы передачи информации безусловно похвально. Лучше поздно, чем никогда. Раздражают две вещи: 1) очень плохая реализация, видно, что сделано наспех, 2) как всегда корявый пиар и заявления звучащие очень грустно учитывая состояние отрасли в целом.— Максим Дубинин, gis-lab.info